# Бердюжский район
Бердю́жский райо́н — административно-территориальная единица (район) и муниципальное образование (муниципальный район) в Тюменской области России.
Административный центр — село Бердюжье.

## География
Район расположен в юго-восточной части Тюменской области и на юге граничит с Республикой Казахстан. Площадь территории района составляет 2,8 тыс. км².

### Природа
Район находится в лесостепном природном комплексе, располагает значительными сельскохозяйственными угодьями — 282,9 тыс. На севере района берёт своё начало река Емец — приток реки Вагай. В районе имеется большое количество озёр — 256, с общей площадью зеркала — 29,8 тыс. га, а также два заказника — озеро Тундрово (1930 га) и озеро Песочное (2000 га). Наиболее крупные озёра — Сиверга, Пеганово (Черёмухово) и Большое Воробьёво. Озёра суффозионно-просадочного происхождения преимущественно имеют округлую форму, богаты отложениями ила. Иловые отложения озера Солёное (Окунёво) соответствует лечебным грязям.
Климат района резко континентальный и формируется под влиянием воздушных масс азиатского материка. Основные черты климата — холодная зима, жаркое непродолжительное лето, короткая весна и осень, короткий безморозный период и резкие колебания температуры в течение года, месяца и даже суток. Среднегодовая сумма осадков 305—315 мм. В отдельные годы в районе возможны засухи. Климатические условия благоприятны для выращивания зерновых, кормовых и других сельскохозяйственных культур. Почвенный покров района благоприятен для ведения сельскохозяйственного производства.
Территория района представляет собой пологоволнистую равнину. Повышения имеют форму грив, ориентированных в северо-восточном направлении. Склоны грив очень пологие, постепенно переходящие в обширные межгривные понижения. Равнинный характер местности, недостаточный сток атмосферных осадков обусловили наличие заболоченных участков. В качестве естественных оснований могут быть встречены в геологических разрезах глины, суглинки.
Основу растительного покрова слагают злаково-разнотравные группировки, чередующиеся с берёзовыми колками (иногда с примесью осины).
Кустарниковая растительность представлена порослью лесообразующих пород — шиповником, боярышником, смородиной. Травяной ярус обычно слагают: полевица белая, вейник, девясил иволистный, таволга вязолистная, подмаренник северный, костянка, астрагал. Злаково-разнотравные группировки составляют: пырей ползучий, мятлик луговой, вейник наземный, тимофеевка степная, ветреница лесная, лабазник степной, подмаренник северный, типчак. По заболоченным лесам осока береговая, канареечник, тростник. Берега озёр покрыты осоково-разнотравной растительностью.
Животный мир разнообразен. Из хищников встречаются: хорек, колонок, горностай, норка, лисица, волк. Широко распространены грызуны — суслики, хомяки, полёвки. Встречаются косуля, лось, кабан, заяц-беляк, из птиц — куропатки, тетерева, глухари.
На водоёмах гнездятся утки, гуси, журавли и др. Из рыб в озёрах преобладает карась.

## Население
| 2002    | 2009    | 2010    | 2011    | 2012    | 2013    | 2014    |
| ------- | ------- | ------- | ------- | ------- | ------- | ------- |
| 13 019  | ↘12 042 | ↘11 490 | ↘11 456 | ↘11 211 | ↘11 022 | ↘10 920 |
| 2015    | 2016    | 2017    | 2018    | 2019    | 2020    | 2021    |
| ↗10 958 | ↘10 907 | ↘10 836 | ↘10 784 | ↘10 710 | ↘10 618 | ↗11 034 |
| 2023    |         |         |         |         |         |         |
| ↘10 877 |         |         |         |         |         |         |

## История
До присоединения Сибири к Русскому государству территория района использовалась татарами и скотоводами-кочевниками южных народов тюркской группы. В конце XVII века первые русские отряды были направлены сюда для защиты границ Русского государства. Отряды строили защитные крепости, которые назывались городищами. В 1680 году упоминается городище Орлово — в тридцати километрах от Бердюжья и городище за селом Уктуз. С этого времени начинается земледельческое освоение края. Первые гражданские русские в нынешнем Бердюжском районе — это крестьяне из Пермской губернии (XVII век). Они занимались земледелием, скотоводством, ремеслами (обработка железа, переработка кож, изготовление гончарной посуды). Населённые пункты строились группами. Крупные поселения назывались слободами. Росло число деревень вокруг слободы Бердюжье. В XVIII веке появились переселенцы из Орловской, Воронежской, Тамбовской губерний и других районов России. Много было ссыльных крестьян за участие в Пугачёвском восстании, а также переселенцев из Тюмени.
За годы советской власти осуществлена обширная программа развития объектов жилищного, социально-культурного, бытового назначения. Построены дороги с твердым покрытием. Район полностью электрифицирован. До райцентра подведён газ по газопроводу. Сформирована сеть общеобразовательных, культурных, спортивных и медицинских учреждений.
До революции Бердюжская волость входила в состав Ишимского уезда Тобольской губернии. С 5 апреля 1918 года волость в составе Ишимского уезда Тюменской губернии, с 27 августа 1919 в Омской губернии, с 21 апреля 1920 года вновь в составе Тюменской губернии.
Район образован на основании постановлений ВЦИК от 3 и 12 ноября 1923 года в составе Ишимского округа Уральской области из Бердюжской, Истошинской, Пегановской, Уктузской, Калмакской, части Локтинской и части Ражевской волостей Ишимского уезда Тюменской губернии.
В район вошло 22 сельсовета: Бердюжский, Босоноговский, Воробьёвский, Гагаринский, Зарословский, Истошинский, Калмакский. Крашеневский, Кутыревский, Кушлукский, Луговской, Мурашёвский, Нестеровский, Новорямовский, Окуневский, Останинский, Пегановский, Песьяновский 1-й, Песьяновский 2-й, Полозаозёрский (Заозёрский), Старорямовский, Уктузский.
Постановлениями ВЦИК от:
- 10 июня 1931 года к району присоединена территория упразднённого Армизонского района (17 сельсоветов).
- 17 января 1934 года район включён в состав 17.01.1934 г. Челябинской области.
- 7 декабря 1934 года передан в состав Омской области.

25 января 1935 года — разукрупнён. При этом во вновь образованный Армизонский район отошло 16 сельсоветов, бывших в нём до упразднения, а также Калмакский и Новорямовский сельсоветы. Усть-Мало-Чирковский сельсовет остался в Бердюжском районе. 19 сентября 1939 года — упразднены Воробьёвский, Крашеневский, Кушлукский, Луговской и Останинский сельсоветы. Усть-Мало-Чирковский сельсовет передан в Голышмановский район. Указом Президиума Верховного Совета СССР от 6 февраля 1943 года передан во вновь образованную Курганскую область.
14 августа 1944 года передан в состав образованной Тюменской области.
1 ноября 1951 года Босоноговский сельсовет переименован в Луговской. 17 июня 1954 года упразднены Гагаринский, Кутырьевский, Луговской, Мурашевский сельсоветы. Окуневский и Песьяновский сельсоветы объединены в Первопесьяновский сельсовет.
1 августа 1957 года Нестеровский и Первопесьяновский сельсоветы объединены в Окуневский сельсовет. 24 марта 1960 года упразднены Зарословский и Старорямовский сельсоветы. 1 февраля 1963 года создан укрупнённый сельский район с включением в его состав Армизонского района. 14 мая 1963 года Чирковский сельсовет переименован в Яровский. 12 января 1965 года сельский район разукрупнён, преобразован в район. При этом Армизонский, Ивановский, Калмакский, Капралихинский, Красноорловский, Орловский, Прохоровский, Южно-Дубровинский, Яровский сельсоветы переданы во вновь организованный Армизонский район. 14 июля 1966 года образован Зарословский сельсовет. 31 января 1978 года образован Рямовский сельсовет.

## Муниципально-территориальное устройство
В состав муниципального района входят 9 сельских поселений, включающих 30 населённых пунктов:
| № | Сельские поселения                | Админ. центр        | Количество населённых пунктов | Население | Площадь, км² |
| - | --------------------------------- | ------------------- | ----------------------------- | --------- | ------------ |
| 1 | Бердюжское сельское поселение     | село Бердюжье       | 4                             | ↘6092     | 391,19       |
| 2 | Зарословское сельское поселение   | село Зарослое       | 4                             | ↘501      | 291,45       |
| 3 | Истошинское сельское поселение    | село Истошино       | 4                             | ↘684      | 313,79       |
| 4 | Мелехинское сельское поселение    | село Мелехино       | 2                             | ↗229      | 202,67       |
| 5 | Окуневское сельское поселение     | село Окунево        | 5                             | ↘860      | 503,64       |
| 6 | Пегановское сельское поселение    | село Пеганово       | 2                             | ↘762      | 370,54       |
| 7 | Полозаозерское сельское поселение | село Полозаозерье   | 2                             | ↘606      | 193,66       |
| 8 | Рямовское сельское поселение      | деревня Старорямова | 3                             | ↘476      | 242,87       |
| 9 | Уктузское сельское поселение      | село Уктуз          | 4                             | ↘667      | 319,06       |

### Населённые пункты
| №  | Населённый пункт | Тип     | Население | Муниципальное образование         |
| -- | ---------------- | ------- | --------- | --------------------------------- |
| 1  | Бердюжье         | село    | ↗5827     | Бердюжское сельское поселение     |
| 2  | Босоногова       | деревня | 156       | Истошинское сельское поселение    |
| 3  | Власова          | деревня | 138       | Зарословское сельское поселение   |
| 4  | Воробьёво        | село    | 118       | Рямовское сельское поселение      |
| 5  | Гагарина         | деревня | 246       | Бердюжское сельское поселение     |
| 6  | Глубокое         | деревня | 52        | Бердюжское сельское поселение     |
| 7  | Зарослое         | село    | 465       | Зарословское сельское поселение   |
| 8  | Истошино         | село    | 496       | Истошинское сельское поселение    |
| 9  | Карькова         | деревня | 100       | Окуневское сельское поселение     |
| 10 | Крашенева        | деревня | 89        | Мелехинское сельское поселение    |
| 11 | Кутырева         | деревня | 248       | Полозаозерское сельское поселение |
| 12 | Кушлук           | деревня | 65        | Зарословское сельское поселение   |
| 13 | Луговая          | деревня | 74        | Истошинское сельское поселение    |
| 14 | Мелехино         | село    | 242       | Мелехинское сельское поселение    |
| 15 | Мурашово         | село    | 52        | Уктузское сельское поселение      |
| 16 | Нестерово        | село    | 91        | Окуневское сельское поселение     |
| 17 | Одышка           | деревня | 120       | Окуневское сельское поселение     |
| 18 | Окунево          | село    | 739       | Окуневское сельское поселение     |
| 19 | Останино         | деревня | 111       | Пегановское сельское поселение    |
| 20 | Пеганово         | село    | 754       | Пегановское сельское поселение    |
| 21 | Первопесьяное    | деревня | →0        | Окуневское сельское поселение     |
| 22 | Полднево         | село    | 24        | Уктузское сельское поселение      |
| 23 | Половинное       | село    | 74        | Зарословское сельское поселение   |
| 24 | Полозаозерье     | село    | 485       | Полозаозерское сельское поселение |
| 25 | Старорямова      | деревня | 403       | Рямовское сельское поселение      |
| 26 | Сугатова         | деревня | 5         | Рямовское сельское поселение      |
| 27 | Уктуз            | село    | 757       | Уктузское сельское поселение      |
| 28 | Чесноки          | деревня | 36        | Бердюжское сельское поселение     |
| 29 | Шабурова         | деревня | 146       | Истошинское сельское поселение    |
| 30 | Шашмурина        | деревня | 46        | Уктузское сельское поселение      |

### Упразднённые населённые пункты
27 декабря 2013 года деревни Крутоберегое и Савина Окуневского сельского поселения упразднены в связи с прекращением существования.
7 июня 2008 года была упразднена деревня Второпесьяное.

## Достопримечательности
Комплексные заказники регионального значения «Южный» (11 718 га), «Окуневский» (1930 га) и «Песочный» (930 га), а также региональный памятник природы минеральное озеро Солёное возле дер. Окунево (по лечебному значению приравнивается к оз. Муялды в Казахстане и Красноусольским минеральным источникам в Башкортостане).